# Republicanisme
Republicanisme (tot 2005 officieel gespeld als republikanisme) is een politieke stroming volgens welke de staatsvorm van een natie een republiek moet zijn: een staat waarvan het staatshoofd niet door erfopvolging wordt aangewezen (zoals in een monarchie), maar op een of andere manier wordt verkozen. Breder gedefinieerd refereert republicanisme aan een politiek systeem dat de vrijheid waarborgt door het instellen van een rechtsstaat die niet arbitrair genegeerd kan worden door de uitvoerende macht. Binnen een republiek ligt de nadruk op het betrekken van alle burgers bij de macht en de strijd tegen corruptie. De aanhangers heten republikeinen.

## Concept

Republikeinse symboliek in het zegel van de Amerikaanse Senaat:
een rode Frygische muts (vrijheid) en fasces (gerechtigheid).

Republicanisme heeft twee hoofdbetekenissen. De klassieke betekenis van republicanisme verwijst naar een manier van denken van vroegmoderne auteurs zoals Machiavelli, Milton, Montesquieu en Jefferson. Zij baseerden zich graag op Cicero en andere Romeinse schrijvers, en benadrukten het belang van burgerzin en politieke participatie, de gevaren van corruptie, de voordelen van een gemengde grondwet en de rule of law, enzovoort. Bij de tweede betekenis, ook wel "burgerlijk republicanisme" of "neo-republicanisme" genoemd, gaat het om een meer specifieke interpretatie van de klassieke definitie, die omstreden is. Deze kan samengevat worden als politieke vrijheid, wat moet worden begrepen als niet gedomineerd worden door of niet afhankelijk zijn van arbitraire macht.
Het republicanisme als ideologie kwam in de vroegmoderne tijd op als tegenhanger van het monarchisme, werd prominent in de 19e eeuw en zou de wereldpolitiek vanaf de 20e eeuw gaan overheersen, zodat sindsdien bij staatsvorming de republiek de meest gangbare keuze werd. In de westerse wereld staat republicanisme veelal in lijn met de democratie, omdat binnen een democratie zoals men die nu kent altijd groepen actief zijn die pleiten voor het veel ruimer tot uiting komen van de volkswil in het staatsbeleid: directe democratie via regelmatige volksraadplegingen.

## Republicanisme per land

### België
De eerste republikeinse episodes in het latere België kan men traceren naar de Tachtigjarige Oorlog, meer specifiek de jaren 1577–1585, toen in enkele door staatse rebellen beheerste Vlaamse en Brabantse steden radicale calvinisten de macht grepen. Het calvinistisch bewind in Vlaanderen wordt ook wel de Gentse Republiek genoemd, in de stad Antwerpen werd de Antwerpse Republiek ingesteld. Op 6 augustus 1579 werd koning Filips II als graaf van Vlaanderen van zijn gezag vervallen verklaard en daarmee het gewest Vlaanderen formeel een republiek. Twee jaar later zouden de Staten-Generaal het Plakkaat van Verlatinghe aannemen, Filips II collectief afzweren en de toen opstandige gewesten, inclusief Vlaanderen, Brabant en Mechelen, de facto een onafhankelijke republiek verklaren. De meeste latere "Zuidelijke" steden werden echter in de jaren 1580 heroverd door het Spaanse leger (Oostende pas in 1604).

Vlag van de Verenigde Nederlandse Staten (1790).

Tijdens de Brabantse Omwenteling ontstonden uit de Oostenrijkse Nederlanden de Verenigde Nederlandse Staten (januari–december 1790). Deze kortstondige staat was een confederale republiek. Gelijktijdig zorgde de Luikse Revolutie voor het ontstaan van de Luikse Republiek. De Habsburgse monarchie herstelde zich echter spoedig. In 1795 werden, na een mislukte poging in 1793, de Zuidelijke Nederlanden veroverd en geannexeerd door de Eerste Franse Republiek. Met de kroning van Napoleon in 1804 kwam er weer een monarchie aan de macht.
Na Napoleons ondergang bepaalde het Congres van Wenen dat de voormalige zuidelijke Oostenrijkse Nederlanden en de noordelijke oude Republiek samen het Verenigd Koninkrijk der Nederlanden onder het huis Oranje-Nassau zouden vormen. Tijdens de Belgische Revolutie werden er op 3 november 1830 verkiezingen gehouden voor het Nationaal Congres, waarvoor een handvol antiklerikale republikeinen werd verkozen; de meerderheid bepaalde echter bij een stemming op 22 november dat de op te richten Belgische staat een parlementaire monarchie zou worden en zo ontstond het Koninkrijk België.
Republicanisme in België zou eerst, mede onder invloed van het marxisme, vooral prominent worden in de vroege 20e-eeuwse Waalse Beweging, waarvan een groot deel streefde naar aansluiting bij Frankrijk. Tijdens de Koningskwestie (1950) waren er onder de antileopoldisten veel republikeinen die niet alleen tegen de terugkeer van Leopold III van België waren, maar ook geen andere koning wilden. Bij de eedaflegging van Boudewijn op 11 augustus werd er "Vive la république!" geroepen door een onbekend parlementslid. Julien Lahaut, voorzitter van de Kommunistische Partij, werd ervoor verantwoordelijk gehouden en een week later door royalisten vermoord.
De Vlaamse Beweging vertoonde pas in de tweede helft van de 20e eeuw, mede door de afloop van de Koningskwestie, een groeiend aantal republikeinen. Men begon de monarchie steeds meer als een obstakel te zien op de weg naar Vlaamse ontvoogding, terwijl bijvoorbeeld de Frontbeweging nog een beroep deed op koning Albert I om hun grieven te verlichten.
In het huidige België bestaan verschillende partijen en organisaties die streven naar een republiek.
- de Partij van de Arbeid van België (PVDA)
- de Republikeinse Kring (CRK)
- Vlaams Belang
- Voorpost
- LDD
- de Nieuw-Vlaamse Alliantie
- de denkgroep Res Publica
- Rassemblement Wallonie-France
- Rassemblement Wallon

Uit een peiling van Ipsos in opdracht van De Standaard en La Libre Belgique uit 2010 bleek 64% van de Belgen de monarchie te steunen: in Wallonië 74%, in het Brussels Gewest 73%, in Vlaanderen 54%.

### Canada

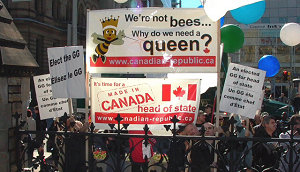
Republikeinse demonstratie in Ottawa 2005.

Canada werd tussen de 16e en vroege 18e eeuw gekoloniseerd door het Koninkrijk Frankrijk als Nieuw-Frankrijk. In de Zevenjarige Oorlog (1756-1763) werd Canada door het Britse Rijk veroverd. Toen in 1775 de Amerikaanse Onafhankelijkheidsoorlog uitbrak in de Britse koloniën ten zuiden van Canada, werd Quebec ook korte tijd strijdtoneel. De Amerikanen bezetten enige steden in de provincie in de hoop Canada bij de revolutie te betrekken. Uiteindelijk werden zij echter uit Quebec verdreven en de provincie bleef trouw aan de Britse Kroon. Vele Quebecois echter meldden zich vrijwillig aan ten zijde van de Amerikanen. De Oorlog van 1812 bevestigde de status quo van een republikeins Amerika en een monarchistisch Canada. Er ontstond echter toenemende behoefte aan verzelfstandiging ten opzichte van het Europese moederland.
In december 1837 kwamen zowel Franstalige Canadezen als Engelse dissenters in opstand tegen de Kroon. Op 22 februari 1838 werd de onafhankelijke Republiek Neder-Canada (Frans: République du Bas-Canada, Engels: Republic of Lower Canada) uitgeroepen, maar in december 1838 werd deze republikeinse revolte neergeslagen. De Britse regering deed echter concessies, verleende in 1840 een grote mate van zelfstandigheid, erkende het Frans in 1848 als gelijkwaardige taal en maakte Canada in 1867 soeverein als dominion. Het Statuut van Westminster (1931) verleende bijna-onafhankelijkheid, in 1982 kreeg Canada volledige onafhankelijkheid, met uitzondering van het feit dat de Britse monarch tegelijkertijd ook als Koning(in) van Canada het staatshoofd bleef van deze Commonwealth realm. Opiniepeilingen ten aanzien van het voortzetten van de monarchie schommelen nogal, waarbij soms een meerderheid voor afschaffing ervan en de instelling van een republiek is. Dit vereist echter een wijziging van de Canadese Grondwet en daarvoor is een parlementaire tweederdemeerderheid nodig.

### Frankrijk

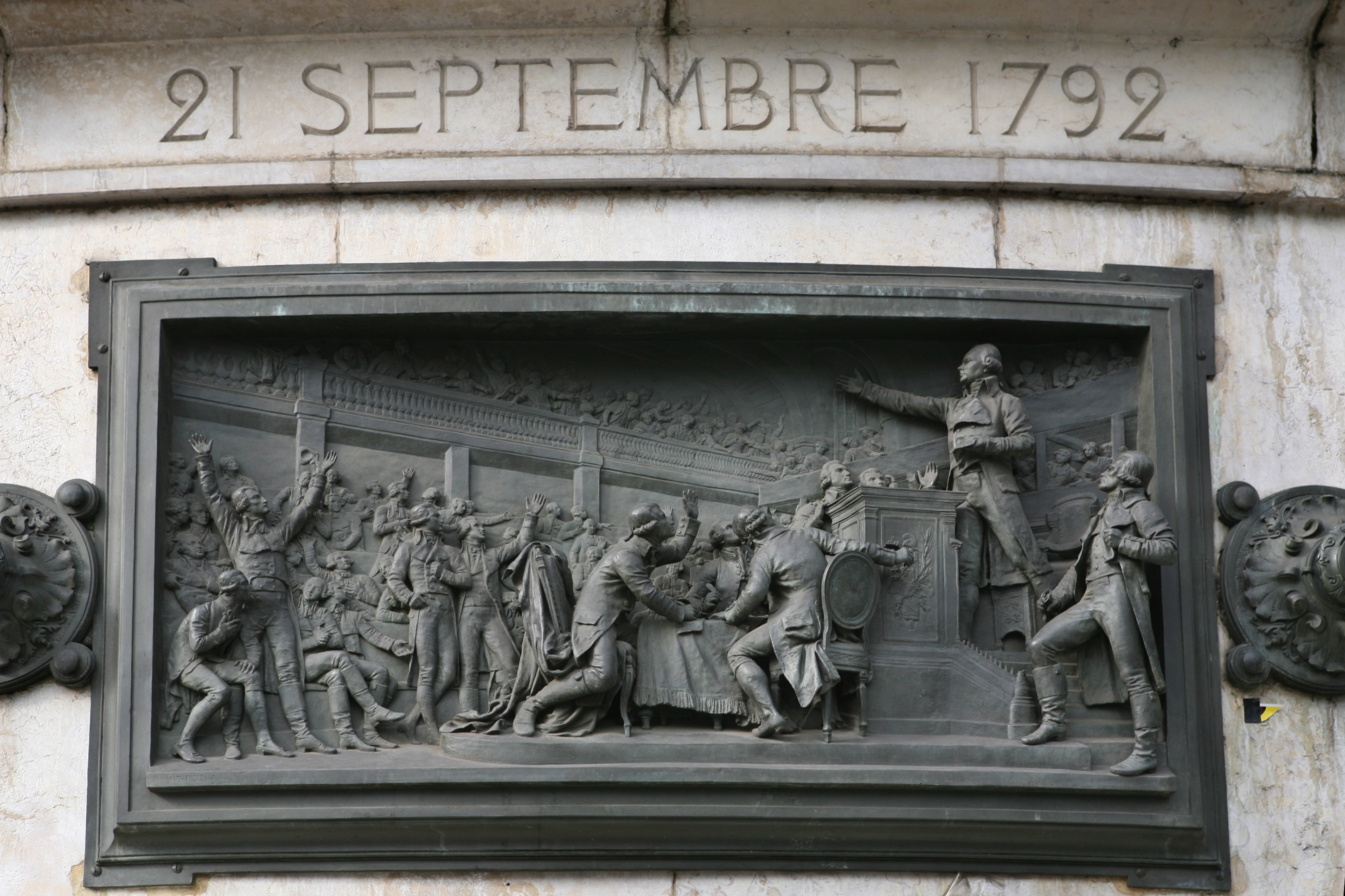
Proclamatie van de afschaffing van de monarchie, bronzen hoogreliëf door Léopold Morice, Monument de la République, Place de la République, Parijs, 1883.

Het Koninkrijk Frankrijk ontstond in de 10e eeuw als voortzetting van West-Francië, een van de drie restanten van het Frankische Rijk. In de 18e eeuw ontstond er onder invloed van de Verlichting een republikeinse beweging die meende dat de monarchie afgeschaft diende te worden, omdat het koninklijk huis (en de bredere aristocratie en tevens de clerus) zich weinig tot niet bekommerde om het leven van de overgrote meerderheid van de Franse bevolking en hen steeds in oorlog en ellende stortte, zonder zij enige zeggenschap kregen over de besluiten die er door de monarch over hen werden genomen. De Amerikaanse Revolutie (1765–1783) die leidde tot de onafhankelijkheid van de Verenigde Staten (een republiek) ten opzichte van het Britse Rijk (een monarchie), was van cruciale invloed op de ontwikkeling van het Franse republicanisme. Hoewel het Franse hof de Amerikaanse rebellen zwaar financieel en militair steunde, was dit voornamelijk om de wereldwijde macht van de Britten te verzwakken en niet omdat men de republikeinse idealen van de revolutionairen onderschreef. Bovendien hield de Franse staat torenhoge schulden over aan de oorlog en dit was weer een belangrijke reden waarom koning Lodewijk XVI van Frankrijk in mei 1789 de Staten-Generaal bijeenriep om extra belastingen te heffen, die werden afgewenteld op de derde stand. Dit leidde uiteindelijk tot de Franse Revolutie, waarin de koning in opeenvolgende gebeurtenissen steeds meer macht verloor, uiteindelijk werd afgezet en onthoofd, terwijl op 21 september 1792 de Eerste Franse Republiek werd uitgeroepen.

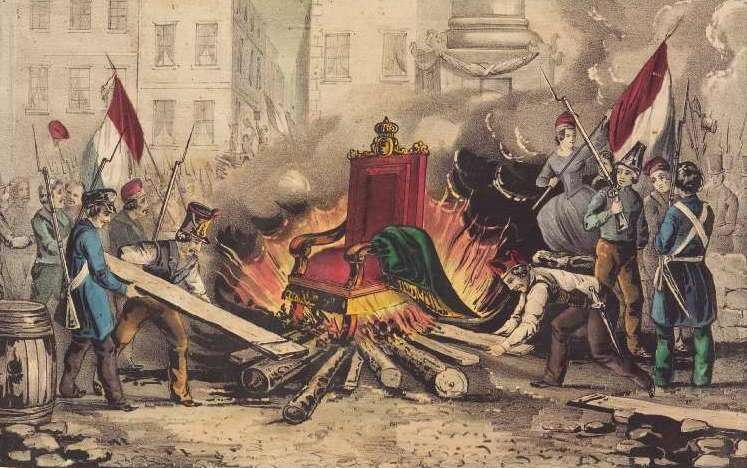
De troon van ex-koning Lodewijk Filips wordt verbrand tijdens de Februarirevolutie (1848).

De Eerste Republiek was instabiel door grote machtsstrijd tussen verschillende facties, meerdere staatsgrepen en bovendien de twee oorlogen die men moest voeren tegen andere Europese grootmachten die de Franse Revolutie probeerden te beëindigen en de Bourbonmonarchie te herstellen. De Terreur eindigde nadat Maximilien de Robespierre ten val werd gebracht door de Thermidoriaanse Reactie, waarna het Directoire de Republiek in rustiger vaarwater bracht. In 1799 greep generaal Napoleon Bonaparte de macht en in 1804 kroonde hij zichzelf keizer, waarmee de republiek verdween en er een nieuwe monarchie werd gesticht, tot onvrede van vele revolutionairen die tegen iedere vorm van erfopvolging hadden gestreden. Na de val van Napoleon in 1815 werd de Bourbonmonarchie gerestaureerd, maar definitief afgeschaft door de Julirevolutie van 1830, die de liberale Lodewijk Filips van Orléans op de troon bracht. Op termijn bleek ook deze Julimonarchie onbevredigend en bij de Februarirevolutie (1848) werd de koning tot aftreden gedwongen en de Tweede Franse Republiek uitgeroepen. De prins Lodewijk Napoleon Bonaparte, een neef van de eerdere Napoleon Bonaparte, werd verkozen tot president. Hij kreeg echter al gauw keizerlijke pretenties en pleegde in 1851 een staatsgreep om zijn presidentschap te verlengen, tot woede van republikeinen, van wie velen werden opgesloten of het land ontvluchtten. Het jaar daarna riep hij zich uit tot keizer Napoleon III en stichtte daarmee het Tweede Franse Keizerrijk, een constitutionele monarchie.
Tijdens het Tweede Franse Keizerrijk waren republikeinen de grootste oppositiebeweging tegen Napoleon III, al werden zij ernstig onderdrukt en durfden de meesten niet deel te nemen aan verkiezingen. In de loop der jaren groeiden de republikeinen in aanhang en gematigde republikeinen behaalden in 1869 een verkiezingsoverwinning die hen in de regering bracht. In 1870 brachten zware militaire nederlagen tijdens de Frans-Duitse Oorlog Napoleon III ertoe om zich over te geven aan het Duitse leger en troonsafstand te doen, waarna revolutionairen in Parijs hun kans schoon zagen om de Derde Franse Republiek uit te roepen en de oorlog voort te zetten. Hoewel de oorlog werd verloren, hield de Derde Republiek stand tot de Tweede Wereldoorlog. In de loop der decennia nam het verlangen naar een koninkrijk of keizerrijk onder de Franse bevolking af en werd de overgrote meerderheid overtuigd van de republiek als beste staatsvorm, hoewel de precieze invulling daarvan nog aan verandering onderhevig was. Na de oorlog werd de Vierde Franse Republiek uitgeroepen, die standhield tot 1958 en vervangen werd door de Vijfde Franse Republiek, die tot op heden bestaat.
Eind 2020 kregen de “republikeinse principes” in het land een nieuwe invulling. Naar aanleiding van de moord op Samuel Paty diende de Franse regering een ontwerp van wet ter versterking van de republikeinse principes in.

### Ierland

(Noord-)Ierse republikeinse vlag.

Iers republicanisme is het streven naar de vestiging van een onafhankelijke republiek die het gehele eiland Ierland omvat. Het idee van een al-Ierse republiek onafhankelijk van Groot-Brittannië kwam eind 18e eeuw op en leidde tot de Ierse opstand van 1798 en latere Ierse opstanden, waaronder de Paasopstand van 1916. De Ierse republikeinen worden of werden tegenwerkt door Ierse monarchisten (die vonden dat Ierland een koninkrijk had moeten worden, los van of in personele unie met het Verenigd Koninkrijk), Ierse Vrijstaters (die vonden/vinden dat het overwegend protestantse Noord-Ierland geen onderdeel moet of hoeft te vormen van een Ierse republiek) en unionisten (die überhaupt geen onafhankelijk Ierland wilden, sinds 1921 dat Noord-Ierland daar geen deel van wordt). Na een patstelling in de Ierse Onafhankelijkheidsoorlog (1919–1921) tussen separatisten (republikeinen en vrijstaters) enerzijds en het Britse leger en unionisten anderzijds, werd het Anglo-Iers Verdrag gesloten tussen de Britse regering en vertegenwoordigers van de revolutionaire Ierse Republiek. Het verdrag voorzag in een opdeling van Ierland tussen een Ierse Vrijstaat in het zuiden, dat de Britse monarch als staatshoofd bleef erkennen, en Noord-Ierland, bestaande uit zes door protestanten gedomineerde graafschappen in Ulster, dat onder Brits bestuur zou blijven. Ierse republikeinen konden dit compromis niet verkroppen omdat zij heel Ierland wilden 'bevrijden' van de Britse overheersing en monarchie, en zagen de regering van de Ierse Republiek (vanaf januari 1922 de Ierse Vrijstaat) als verraders. Enkele maanden later brak de Ierse Burgeroorlog (1922–1923) uit tussen republikeinen en vrijstaters, die de republikeinen verloren. Dit beslechtte de strijd in het zuiden. Na jaren van parlementaire debatten verklaarde de regering van de Ierse Vrijstaat in 1949 dat zuidelijk Ierland voortaan een onafhankelijke republiek was, waarmee de personele unie met het Verenigd Koninkrijk definitief werd verbroken. In de jaren 1960 zouden echter in Noord-Ierland The Troubles ontstaan, een reeks gewelddadige conflicten tussen Ierse republikeinen en unionisten over de politieke toekomst van het noorden. Met het Goede Vrijdag-akkoord van 1998 kwam het meeste geweld tot een einde op voorwaarde van zelfbestuur voor Noord-Ierland. De overgrote meerderheid aan republikeinen probeert sindsdien een Ierse hereniging op vreedzame wijze te bereiken (de belangrijkste organisatie, Provisional Irish Republican Army, legde in 2005 de wapens neer en ontbond zichzelf), terwijl splintergroeperingen zo nu en dan nog dodelijke aanslagen plegen.

### Nederland

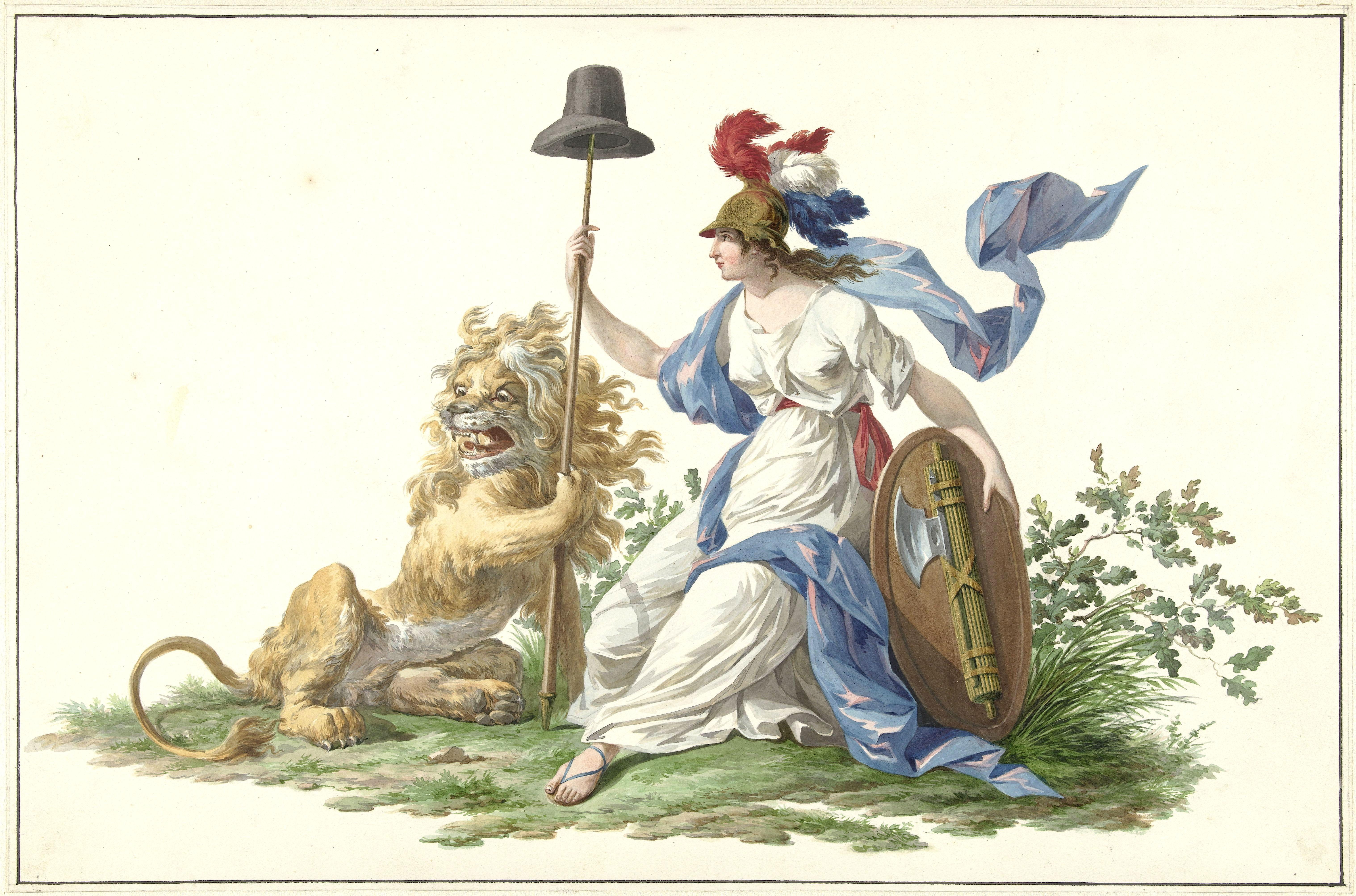
Wapen van de Bataafse Republiek (1795–1806), toen Nederland een republiek zonder Oranje was.

Nederland ontstond tijdens de Tachtigjarige Oorlog als de Republiek der Zeven Verenigde Nederlanden, maar het stadhouderschap, een restant van het Spaanse Rijk, kwam in handen van het Huis Oranje-Nassau, werd erfelijk en ten slotte in 1813 verheven tot monarchie. Sindsdien is er een beweging om de republiek te herstellen. Momenteel kent Nederland twee actieve republikeinse bewegingen:
- Republiek (voorheen: Republikeins Genootschap), voortgekomen uit een fusie van het Nieuw Republikeins Genootschap met het oude Republikeins Genootschap[8]
- de stichting Pro Republica

Daarnaast bestonden er enkele splintergroeperingen, waaronder Nieuw Republikeins Gezelschap, de Republikeinse Socialisten en het Republikeins Platform. Het is onduidelijk of deze nog actief zijn.
Vijf landelijke politieke partijen hebben als standpunt dat Nederland (op termijn) een republiek moet worden. Dit zijn GroenLinks, PvdA, de SP, BIJ1 en de Partij voor de Dieren.
Sinds oktober 2015 is er de republikeinse politieke organisatie Oranje Republikeinse Democratische Alliantie (ORDA/ORP) met als bijnaam Oranje Republikeinse Piraten.
Er is ook een Republikeinse Moderne Partij (RMP), sinds 6 juli 2016 opererend onder de naam De Republikeinen, maar wegens een gebrek aan ondersteuningsverklaringen heeft deze nog niet aan verkiezingen mee kunnen doen. Sinds december 2020 is er een nieuwe republikeinse politieke vereniging: de Partij voor de Republiek.
Voormalige Nederlandse republikeinse partijen zijn:
- Republikeinse Partij Nederland, 1965–1968?
- Republikeinse Democraten Nederland (RDN), 1968–1971?
- Republikeinse Volkspartij (RVP), 1994–2003

### Spanje

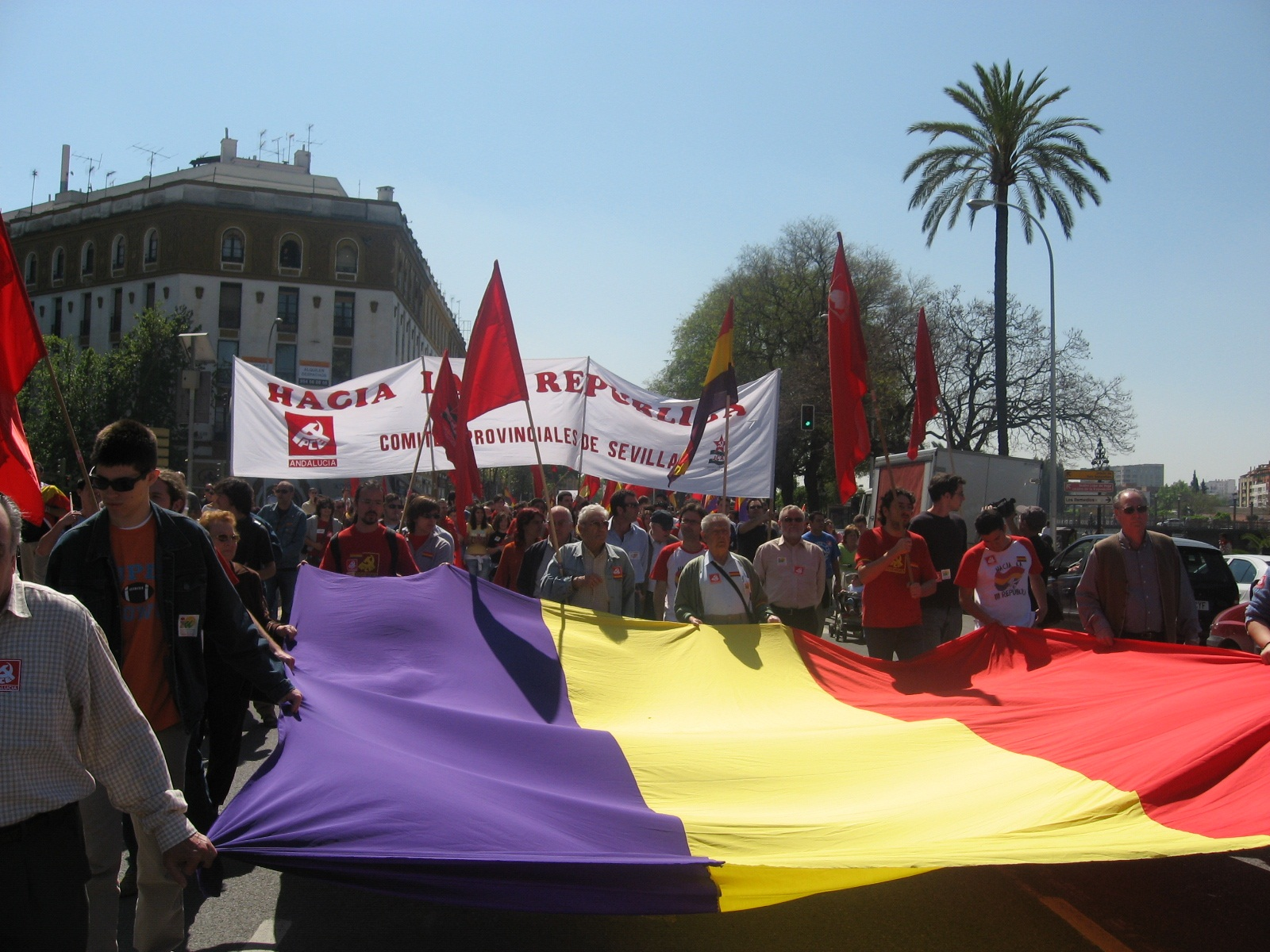
Spaanse republikeinse demonstratie in Sevilla, 14 april 2006.

Spanje ontstond als fusie van de Kroon van Castilië en Aragon in 1479, groeide uit tot een wereldrijk onder het huis Habsburg, maar verviel weer in de 19e eeuw onder het huis Bourbon. Tweemaal werd de Bourbon-dynastie onderbroken door een republiek: de Eerste Spaanse Republiek (1873–74) en de Tweede Spaanse Republiek (1931–1939), die tijdens de Spaanse Burgeroorlog ten onder ging door een opstand van conservatieve nationalisten onder generaal Francisco Franco. De daaropvolgende Spaanse Staat (1939–1978) was in het begin formeel een republiek, in feite een militaire dictatuur. In 1947 herstelde Franco nominaal de monarchie, maar wees nog geen koning aan. In 1968 werd dit uiteindelijk Juan Carlos, kleinzoon van de in 1931 gevluchte koning Alfons XIII, die na Franco's dood in 1975 ook staatshoofd werd. Juan Carlos liet in 1978 de invoering van een constitutionele monarchie en parlementaire democratie toe, hetgeen zijn populariteit, die zwak was vanwege zijn collaboratie met het Francoregime, deed toenemen. De regering van de Spaanse Republiek, die sinds 1939 in ballingschap verkeerde, wilde deze Spaanse democratische overgang een kans geven en ontbond zichzelf in 1977 ten teken van verzoening. Desondanks is er een sterke republikeinse beweging ontstaan die helemaal van de monarchie af wil door het besmette verleden, corruptieschandalen in het huidige koningshuis en democratische principes.

### Verenigd Koninkrijk

Vlag van Britse republikeinen, ca. 1816–1935.

In het Verenigd Koninkrijk kent republicanisme verschillende vormen, namelijk die van een het hele land omvattende republiek of die van afscheidingsbewegingen die een onafhankelijke Republiek Schotland of Wales of de fusie van Noord-Ierland met de Republiek Ierland nastreven.
- In Schotland kan separatisme zoals bij de Scottish Green Party en Scottish Socialist Party zich uiten in het streven naar een onafhankelijke republiek, maar ook naar een onafhankelijke staat met behoud van een personele unie met de Britse kroon, zoals de Scottish National Party wenst. Daarnaast zijn er onder bijvoorbeeld de Schotse Labour-afdeling Britse republikeinen te vinden tegen Schotse onafhankelijkheid.
- In Wales zijn er bij de separatistische partij Plaid Cymru zowel monarchisten als republikeinen te vinden; officieel wil de partij na het bereiken van de onafhankelijkheid zelf over de staatsvorm laten beslissen. In 1949 werd een republikeins manifest afgewezen, waarop enkele ontevreden leden de partij verlieten en de Welsh Republican Movement oprichtten die tot 1966 bestond.
- In Noord-Ierland is een "republikein" vaak lid van de politieke partij Sinn Féin, en ook de IRA is een republikeinse organisatie. Zij strijden voor de vereniging van het hele eiland Ierland in een van het Verenigd Koninkrijk onafhankelijke republiek. Een republikein staat daar tegenover een unionist of loyalist, die Noord-Ierland graag als deel van het Verenigd Koninkrijk blijft zien. De tegenstellingen hierover hebben daar tot veel (gewelddadige) problemen geleid, zie The Troubles.

### Zweden

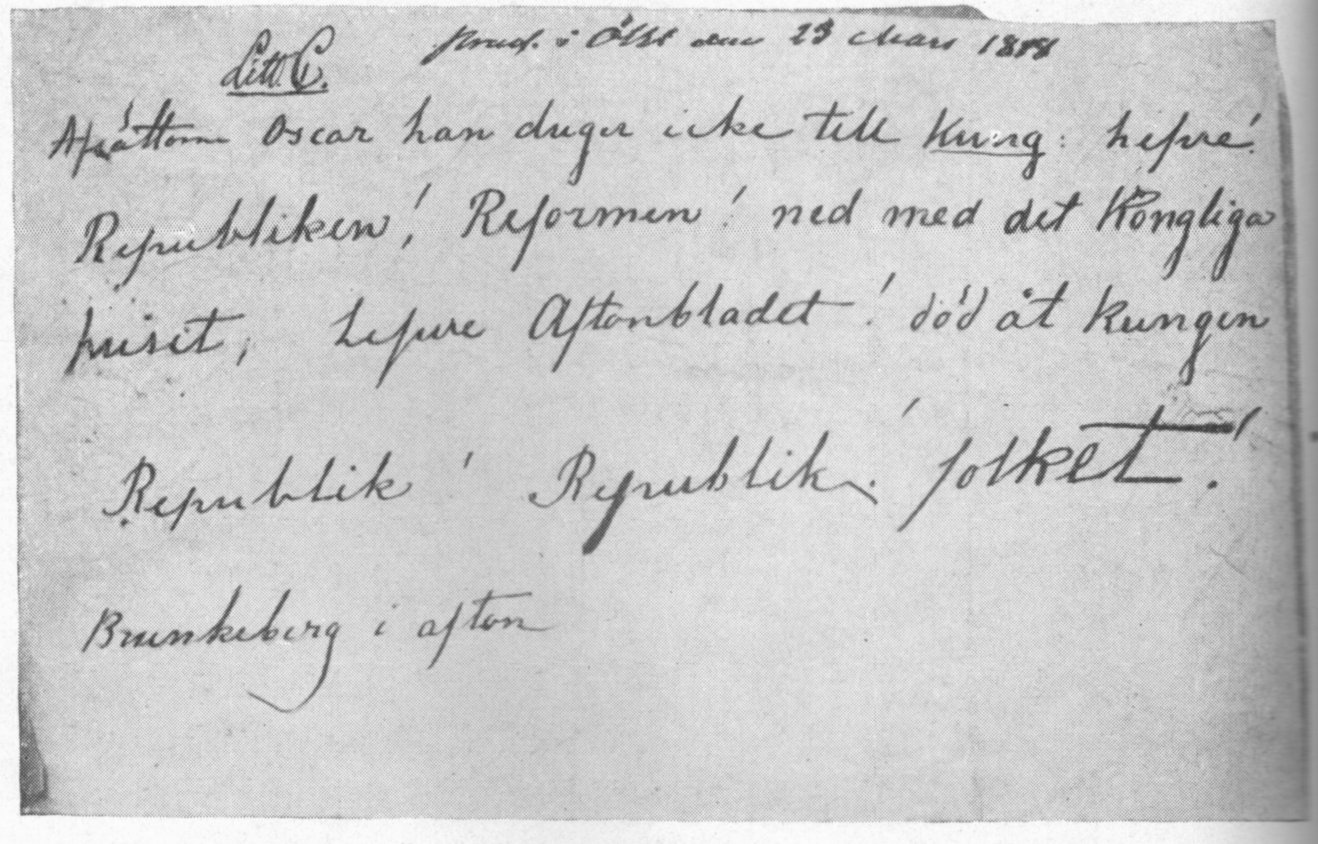
Een revolutionair republikeins handgeschreven briefje van een onbekende auteur uit de rellen in Stockholm tijdens Revolutiejaar 1848, waarop staat: "Onttroon Oscar hij is ongeschikt om koning te zijn: leve de Republiek! de Hervorming! weg met het Koningshuis, leve het Aftonbladet! dood aan de koning / Republiek! Republiek! het volk! Brunkeberg vanavond".

In Zweden is er een actieve republikeinse beweging die het koningshuis Bernadotte wil afschaffen. Republicanisme was overgewaaid na het uitbreken van de Franse Revolutie en werd vanaf 1830 openlijk bepleit. In het Revolutiejaar 1848 probeerde een antimonarchistisch oproer de monarchie omver te werpen, maar dat mislukte. Later zijn vooral linkse partijen gaan streven naar afschaffing van het koninkrijk langs parlementaire weg, maar naarmate het vorstenhuis een meer ceremoniële functie aannam, verdween de politieke urgentie grotendeels naar de achtergrond.

### Andere landen
- In de Verenigde Staten is een "Republikein" (met een hoofdletter R) een aanhanger van de Republikeinse Partij aldaar, waarmee hij tegenover aanhangers van de Democratische Partij staat.
- In Rusland waren de decembristen of dekabristen de eersten die trachtten door revolutie/staatsgreep het autocratische Russische Rijk ten val te brengen ten gunste van een republiek (Pavel Pestel's factie) dan wel een constitutionele monarchie (Petersburgse factie); de zogenoemde Decembristenopstand werd echter in december 1825 neergeslagen.[16] Later in de 19e eeuw kreeg het republikeinse marxisme aanhang in Rusland en vormden zich een aantal kleine partijen. In 1898 verenigden zij zich in de Russische Sociaaldemocratische Arbeiderspartij. Bij een partijcongres in 1903 vielen ze uiteen in bolsjewieken onder leiding van Vladimir Lenin en mensjewieken. Tijdens de Revolutie van 1905 werden verschillende lokale republieken uitgeroepen, maar deze werden door tsaristische troepen weer heroverd en afgeschaft. Na de Februarirevolutie (1917) riep de Voorlopige Regering Rusland officieel uit tot een republiek en eindigde het keizerrijk definitief. Lenins bolsjewieken grepen daarna de macht tijdens de Oktoberrevolutie en in juli 1918 executeerden zij het afgezette keizerlijk gezin. In de daaropvolgende Sovjettijd werd monarchistische symboliek vervangen door republikeinse, onder meer in toponymie, geschiedschrijving en kunst.